# Iniciativa Andina de Montañas
La Iniciativa Andina de Montañas (IAM) es una plataforma de gobernanza conjunta en temas de desarrollo sostenible y conservación de las montañas, integrada por los siete países que cruza la Cordillera de los Andes: Argentina, Bolivia, Colombia, Chile, Ecuador, Perú y Venezuela.  Fue consolidada en el año 2007 con la Declaración de Tucumán suscrita por los países miembros, con el objetivo  de fortalecer el diálogo regional y fomentar la cooperación y los acuerdos entre los países de la región Andina.
Está organizada en torno a un Consejo de Países Miembros, quienes escogen cada dos años una Coordinación Regional pro tempore, encargada de la  coordinación y la representación del mecanismo regional, y una Secretaría Técnica que desempeña un rol de soporte y formulación técnica. Actualmente La Coordinación Regional es ejercida por Perú, y la Secretaría Técnica está bajo la responsabilidad del Consorcio para el Desarrollo Sostenible de la Ecorregión Andina (CONDESAN). 

## Misión
Fomentar la cooperación y los acuerdos entre los países de la región Andina a fin de facilitar decisiones dirigidas al desarrollo sostenible de las áreas de montaña y sus poblaciones, promoviendo una adecuada gestión, manejo, conservación y gobernanza de los ecosistemas de montaña y la formulación e implementación de políticas, estrategias, planes y programas orientados al desarrollo de las poblaciones de montaña de los países miembros y afrontar el cambio climático.

## Principios
- Integración, coordinando e implementando intervenciones regionales y nacionales con los planes y políticas relacionadas con las áreas de montaña.[3]
- Participación, asegurando la intervención de los distintos actores y la complementariedad de los conocimientos técnicos y saberes ancestrales de las comunidades.
- Sostenibilidad, promoviendo prácticas resilientes y replicables con énfasis en poblaciones vulnerables.[4]
- Descentralización, fomentado proyectos y acciones que integran los espacios e instancias regionales, nacionales, sub nacionales y comunidades locales.
- Transparencia de las acciones y gestión valorando la generación de confianza y buena reputación.

## Historia
En el año 2002, Año Internacional de las Montañas, la Declaración de Huaraz (Ancash, Perú) dio inicio a diversos espacios de trabajo colaborativo, con el objeto de proteger los ecosistemas de montaña y mejorar la vida de la población. En el marco de la Alianza para las Montañas, la Declaración de los Andes (2004) promovió una visión común para el desarrollo sostenible, con igualdad social, conservación de los ecosistemas y respeto de la herencia cultural, y propuso formar una plataforma para América y el Caribe. La primera Reunión Subregional Andina en 2007 acordó el Plan de Acción para el Desarrollo Sostenible de las Montañas Andinas.
Desde entonces, la Iniciativa Andina de Montañas ha consolidado su organización a través de la conformación del Consejo de Países Miembros, la Coordinación Regional pro tempore, la Secretaría Técnica y los Grupos ad hoc, ha apoyado la formación de los Comités Nacionales de Montaña de cada país miembro, ha desarrollado espacios de intercambio con plataformas de montaña en el mundo, y actualmente impulsa la implementación de la Agenda Estratégica sobre Adaptación al Cambio Climático en las Montañas de los Andes (formulada en el 2017). 

## Países Miembros
- Argentina:  Ministerio de Relaciones Exteriores, Comercio Internacional y Culto, Ministerio de Ambiente y Desarrollo Sostenible.[12]
- Bolivia: Ministerio de Relaciones Exteriores, Ministerio de Medio Ambiente y Agua.
- Colombia: Ministerio del Ambiente y Desarrollo Sostenible.
- Chile: Ministerio de Relaciones Exteriores de Chile, Ministerio del Medio Ambiente.
- Ecuador: Ministerio del Ambiente, Agua y Transición Ecológica.[13]
- Perú: Ministerio de Relaciones Exteriores, Instituto Nacional de Investigación en Glaciares y Ecosistemas de Montaña.
- Venezuela: Ministerio del Poder Popular para el Ecosocialismo.